# Archimiro Caha
Archimiro Caha (23. září 1913 – 8. ledna 2007) byl český radiolog a jedna z předních osobností české radioterapie, primář oddělení radioterapie onkologického ústavu na Žlutém kopci v Brně.

## Životopis
Archimiro Caha se narodil ve městě Pula, na Istrijském poloostrově v dnešním Chorvatsku, kde také strávil část svého dětství. Krátce po vzniku Československé republiky se s rodiči a sestrou přestěhoval do Starého Šaldorfu (dnes součást Znojma), kde také nastoupil povinnou školní docházku. Po vychození základní školy a absolvování gymnázia ve Znojmě se dal na studium medicíny v Brně. Jeho vysokoškolská studia však byla záhy přerušena okupací a uzavřením českých vysokých škol. Po zbytek války pracoval jako knihovník a laborant v porodnici a onkologickém ústavě. Po dokončení studií v r. 1945 pracoval až do roku 1951 na ústředním RTG oddělení Fakultní nemocnice Brno. V tomto roce nastoupil do onkologického ústavu na Žlutém kopci (dnešní MOÚ Brno), kde posléze složil atestaci z oboru radiologie.
Jeho odbornost je spojena především s léčbou zářením, kde k oboru přispěl nejen po stránce metodické, ale také po stránce instrumentační. V roce 1965 získal hodnost kandidáta věd (CSc.) obhájením práce na téma Scintilační dozimetr a jeho použití při stanovení dávek v močovém měchýři a rektu. Koncem šedesátých let byl jmenován docentem Lékařské fakulty Univerzity Jana Evangelisty Purkyně v Brně (dnes Masarykova univerzita). Mezi jeho další aktivity patřilo tříleté působení v Afghánistánu, kde pracoval jako hlavní školící lékař této země.
V 70. letech se podílel na zprovoznění betatronu na domovském pracovišti onkologického ústavu na Žlutém kopci, právě díky jeho zkušenostem ze zahraničních pobytů a stáží. V roce 1972 byl pak jmenován vedoucím lékařem tohoto pracoviště. Současně ale pracoval i na dalších tématech a stal se autorem a spoluautorem celé řady publikací a 18 patentů přihlášených doma i v zahraničí. K nejvýznamnějším je možno řadit sondu k scintilačnímu intensimetru, simultánní gamagraf pro lékařské účely a nebo také vaginální aplikátor – kolpostat. Poslední patent byl podán v r. 1986 společně s ing. Z. Veselou z ÚPT ČSAV (dnes ÚPT AV ČR, v.v.i) v Brně. Jednalo se o přídavné zařízení k He-Ne laseru sloužící pro hojení hlubokých ran.
Úzce spolupracoval s mnoha českými i zahraničními odborníky, mezi nimi např.: prof. Zbyněk Brada (University of Miami, Florida), Dr. Josef Dadok (ÚPT ČSAV, později Carnegie-Mellon University, Pittsburgh), prof. Armin Delong (ÚPT ČSAV) a prof. František Běhounek (Katedra dozimetrie ionizujícího záření, ČVUT).